# Khiji Chandeshwori
Khiji Chandeshwari (en népalais : खिजी चण्डेश्वरी) est un comité de développement villageois du Népal situé dans le district d'Okhaldhunga. Au recensement de 2011, il comptait 1 293 habitants.